# Specie di Picris
Elenco delle 46 specie di Picris:

## A
- Picris albida  Bal, 1873l
- Picris amalecitana  (Boiss.) Eig, 1938
- Picris angustifolia  DC., 1838
- Picris asplenioides  L., 1753
- Picris atlantica  Ball, 1878

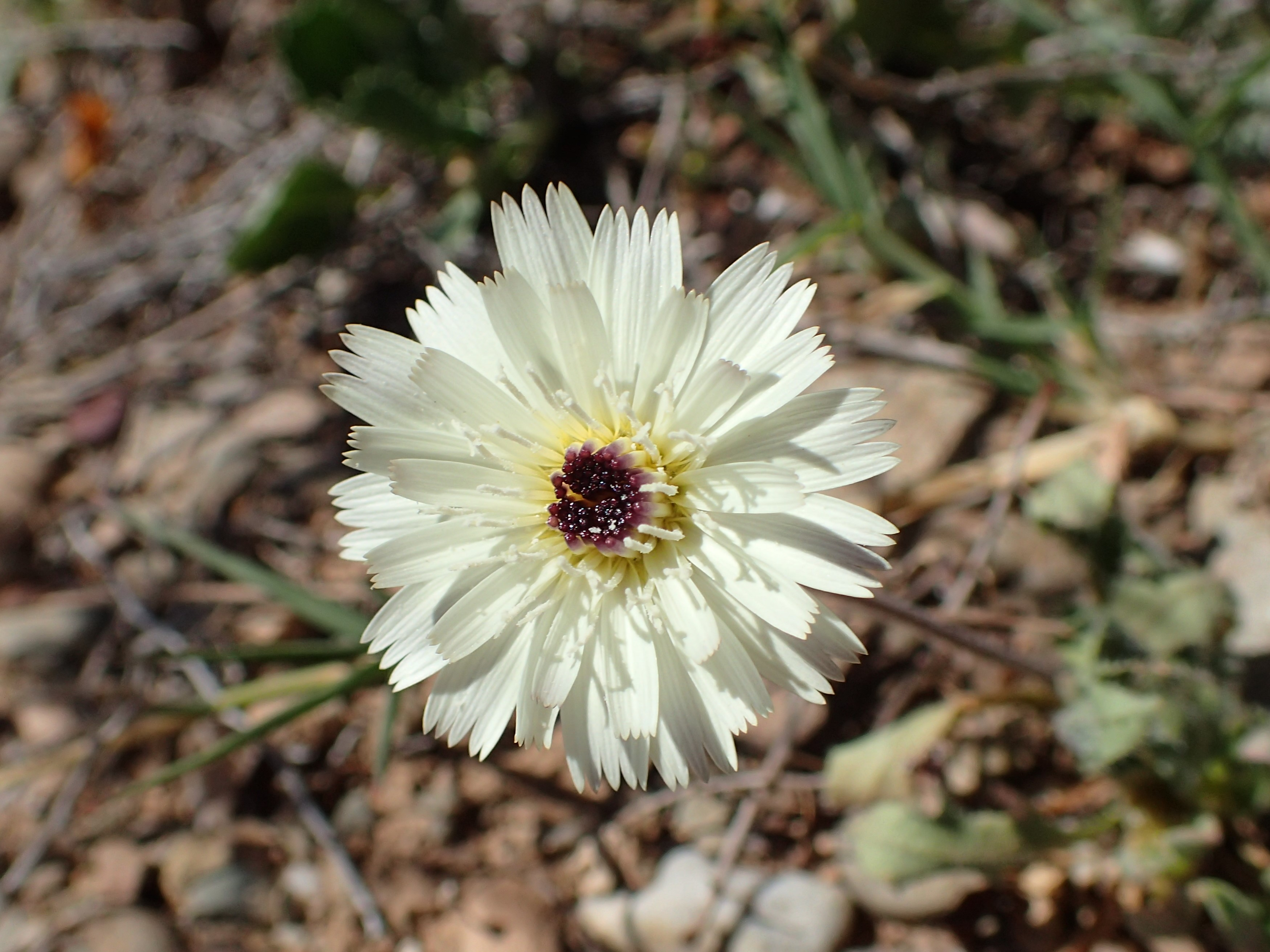
Picris albida
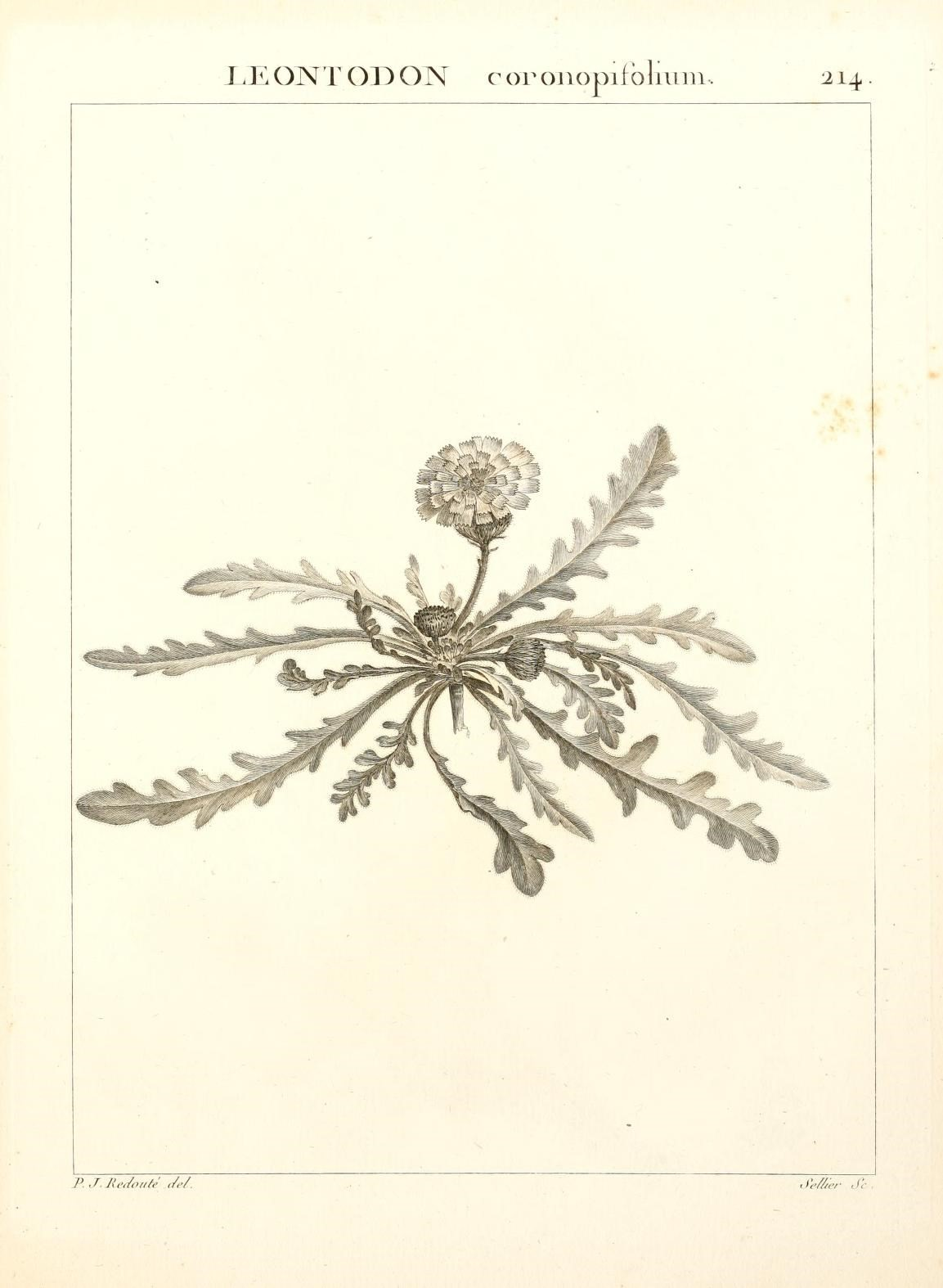
Picris asplenioides

## B
- Picris babylonica  Hand.-Mazz., 1913
- Picris barbarorum  Lindl., 1838
- Picris bracteata  Losa, 1929
- Picris burbidgeae  S.Holzapfel, 1993

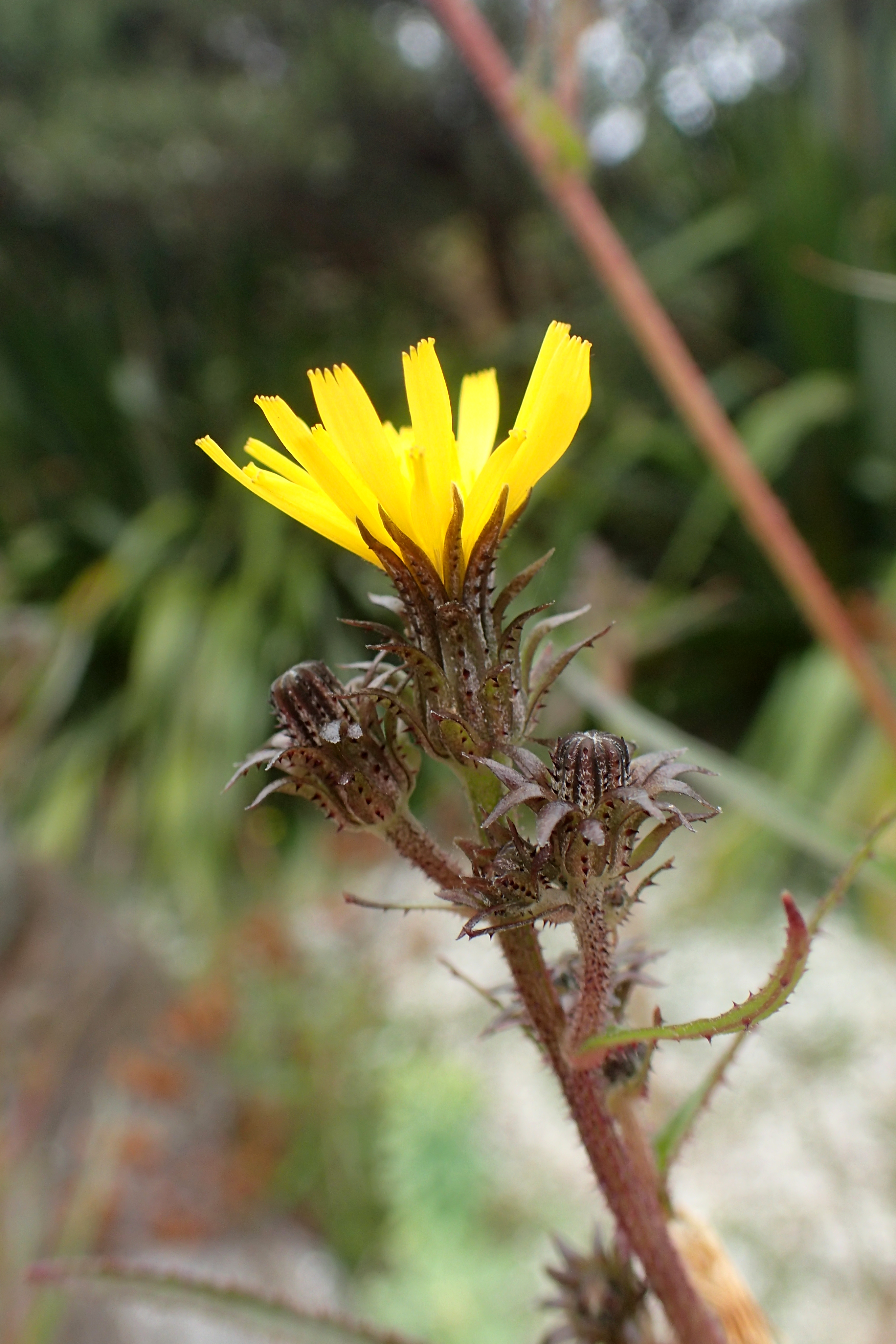
Picris burbidgeae

## C
- Picris campylocarpa  Boiss. & Heldr., 1849
- Picris compacta  S.Holzapfel, 1993
- Picris conyzoides  Lack & S.Holzapfel, 1993
- Picris cupuligera  (Durieu) Walp., 1849
- Picris cyanocarpa  Boiss, 1849
- Picris cyprica  Lack, 1975
- Picris cyrenaica  (Pamp.) Lack, 1974

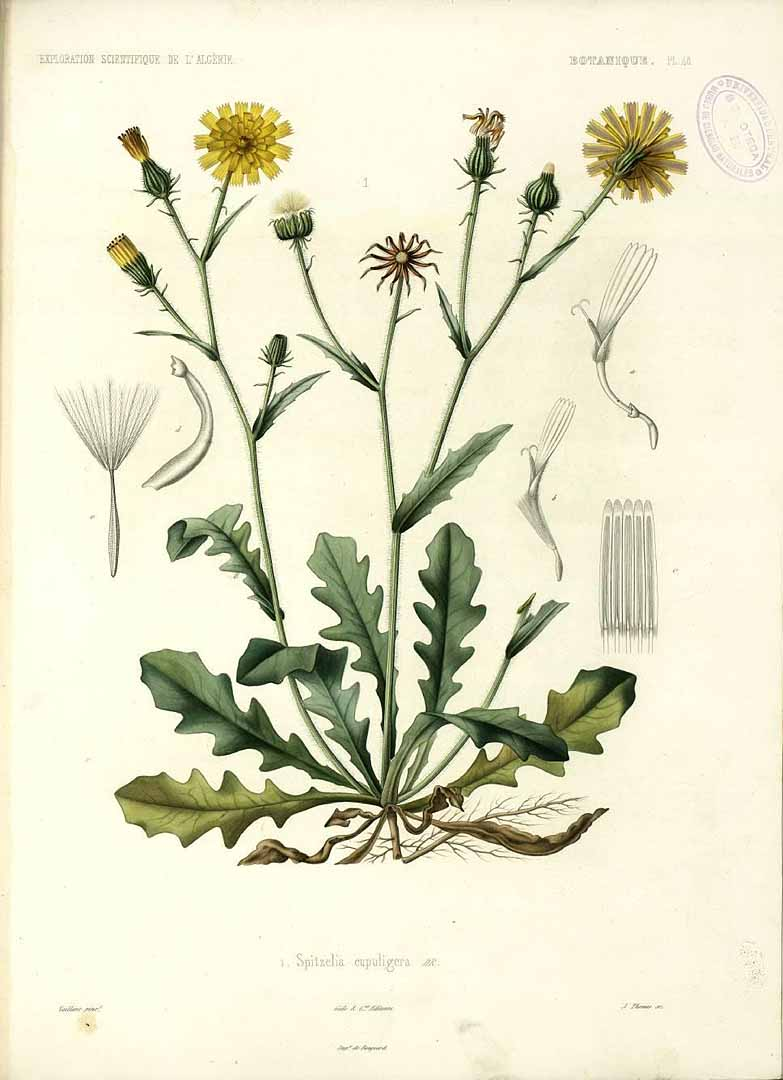
Picris cupuligera

## D
- Picris davurica  Fisch. ex Hornem.
- Picris divaricata  Vaniot, 1903
- Picris drummondii  S.Holzapfel, 1993

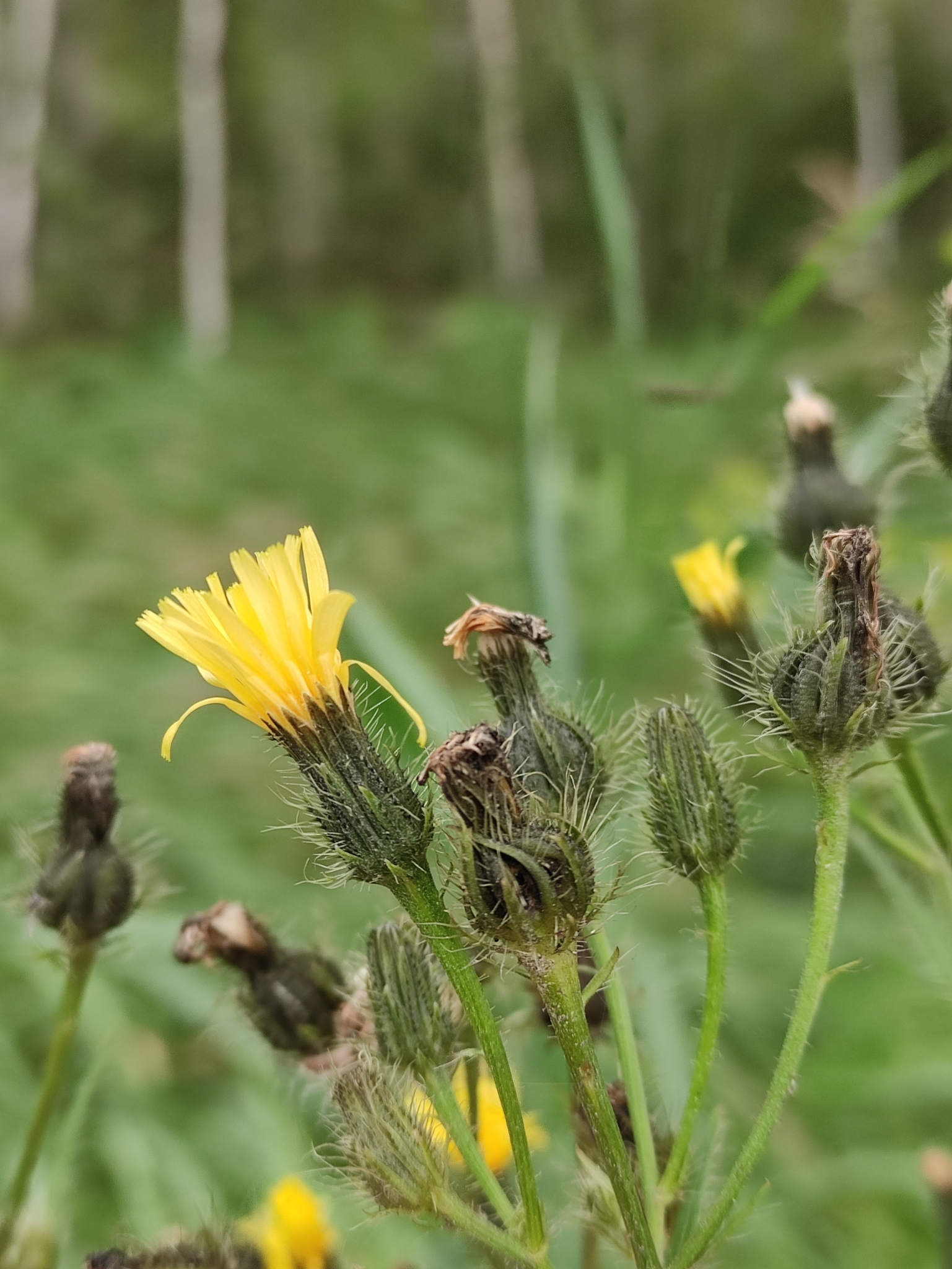
Picris davurica

## E
- Picris eichleri  Lack & S.Holzapfel, 1993
- Picris evae  Lack, 1979

## F
- Picris flexuosa  Thunb., 1794

## G
- Picris galilaea  (Boiss.) Eig, 1938

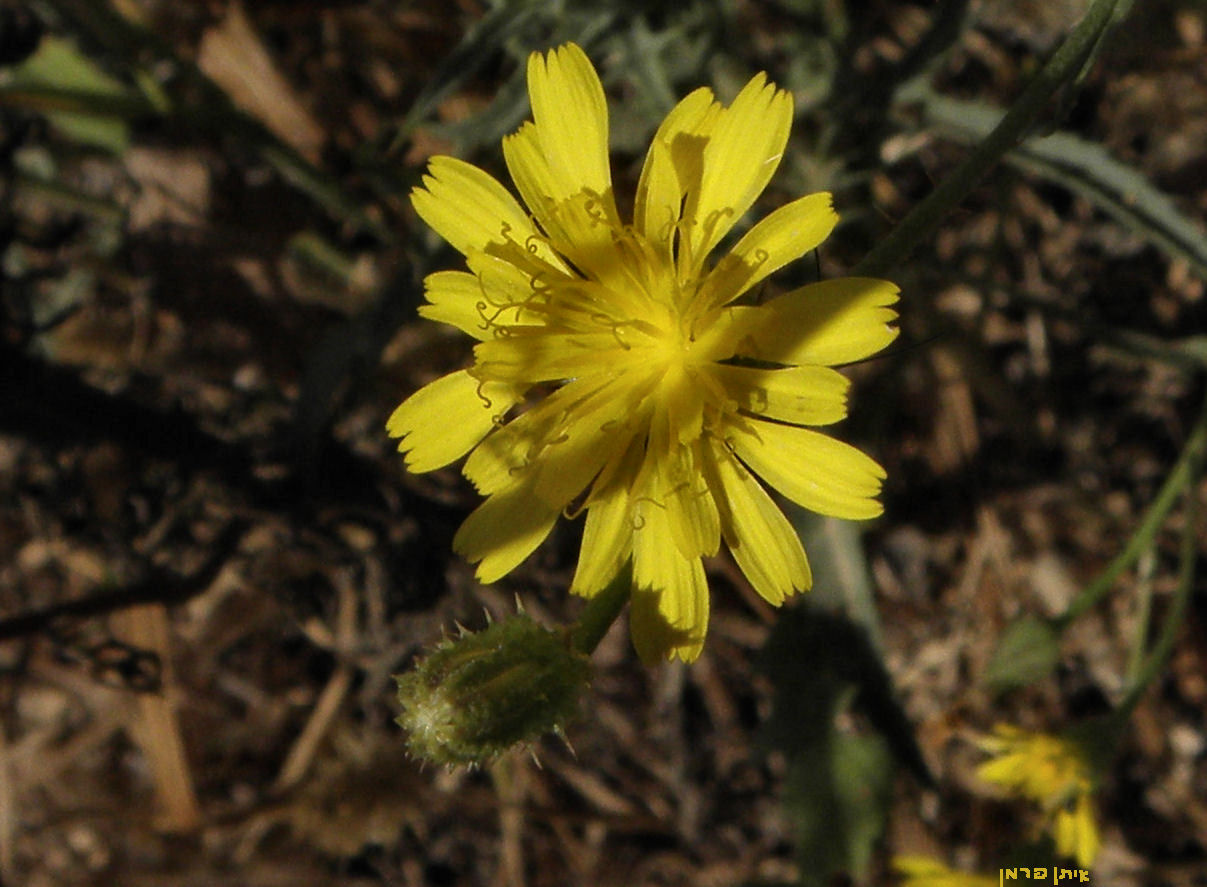
Picris galilaea

## H
- Picris helminthioides  (Ball) Greuter, 2006
- Picris hieracioides  L., 1753
- Picris hispanica  (Willd.) P.D.Sell, 1976
- Picris hispidissima  (Bartl.) W.D.J.Koch, 1838
- Picris humilis  DC., 1838

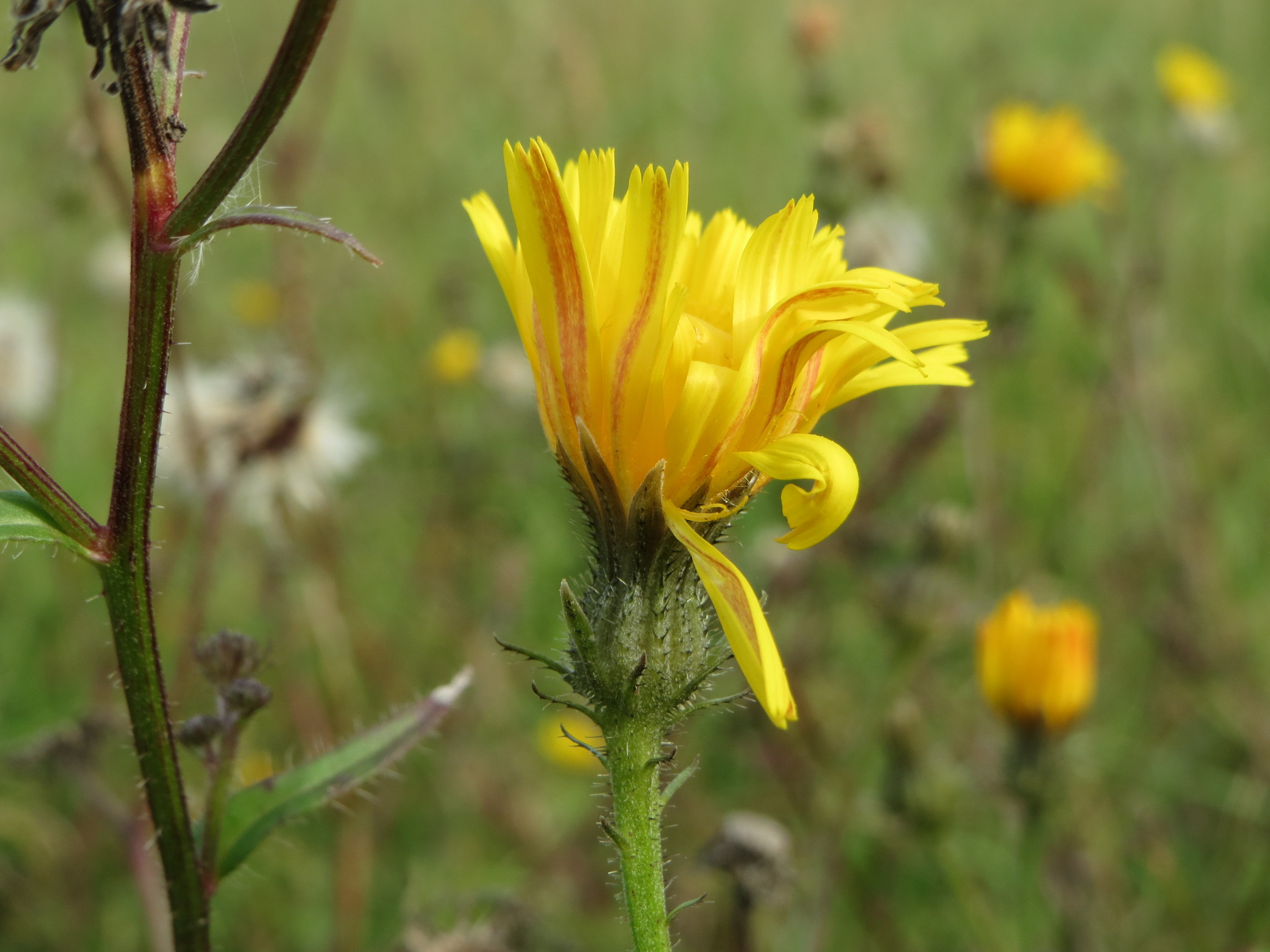
Picris hieracioides
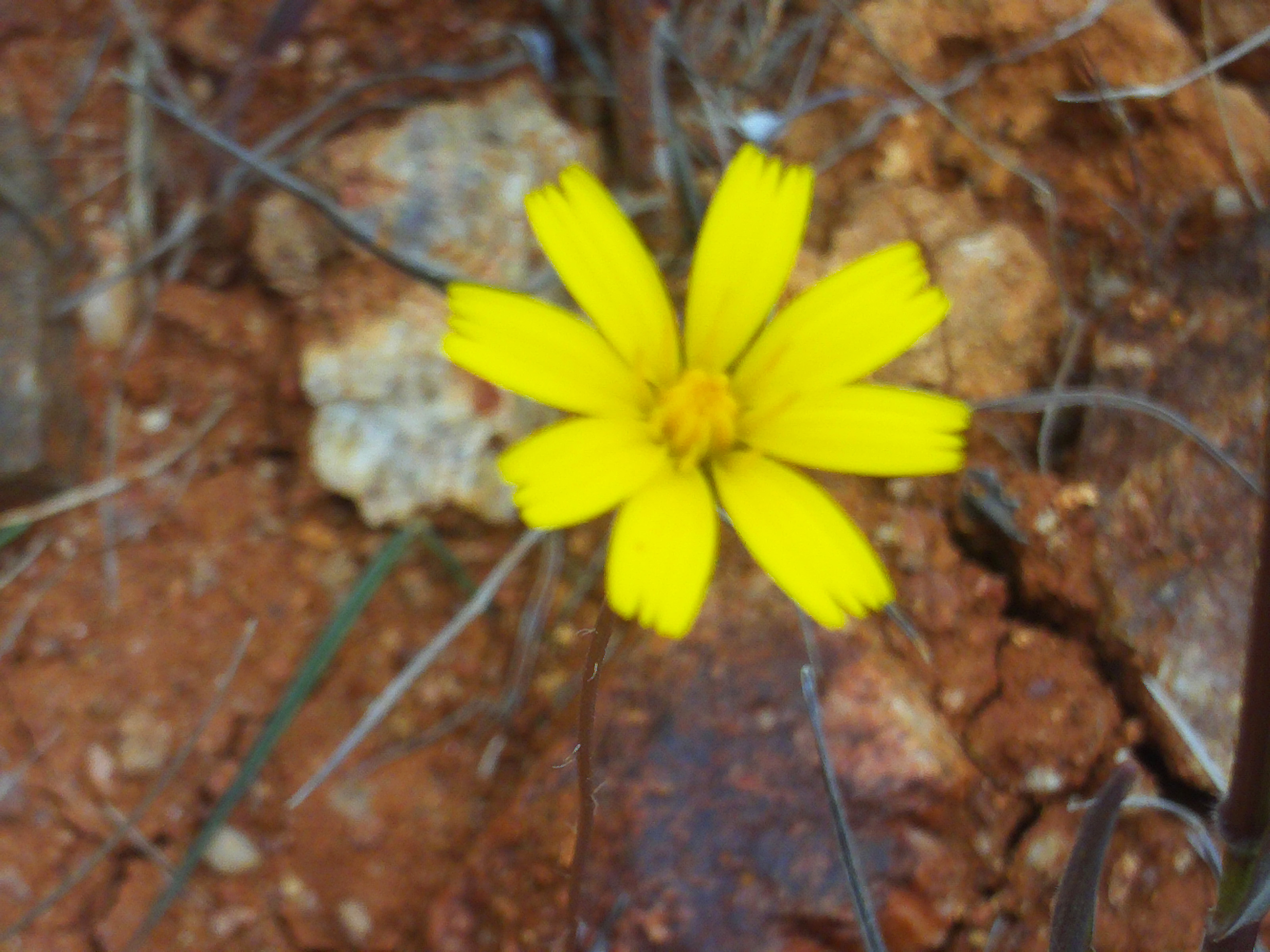
Picris hispanica

## J
- Picris japonica Thunb.
- Picris junnanensis  V.N.Vassil., 1955

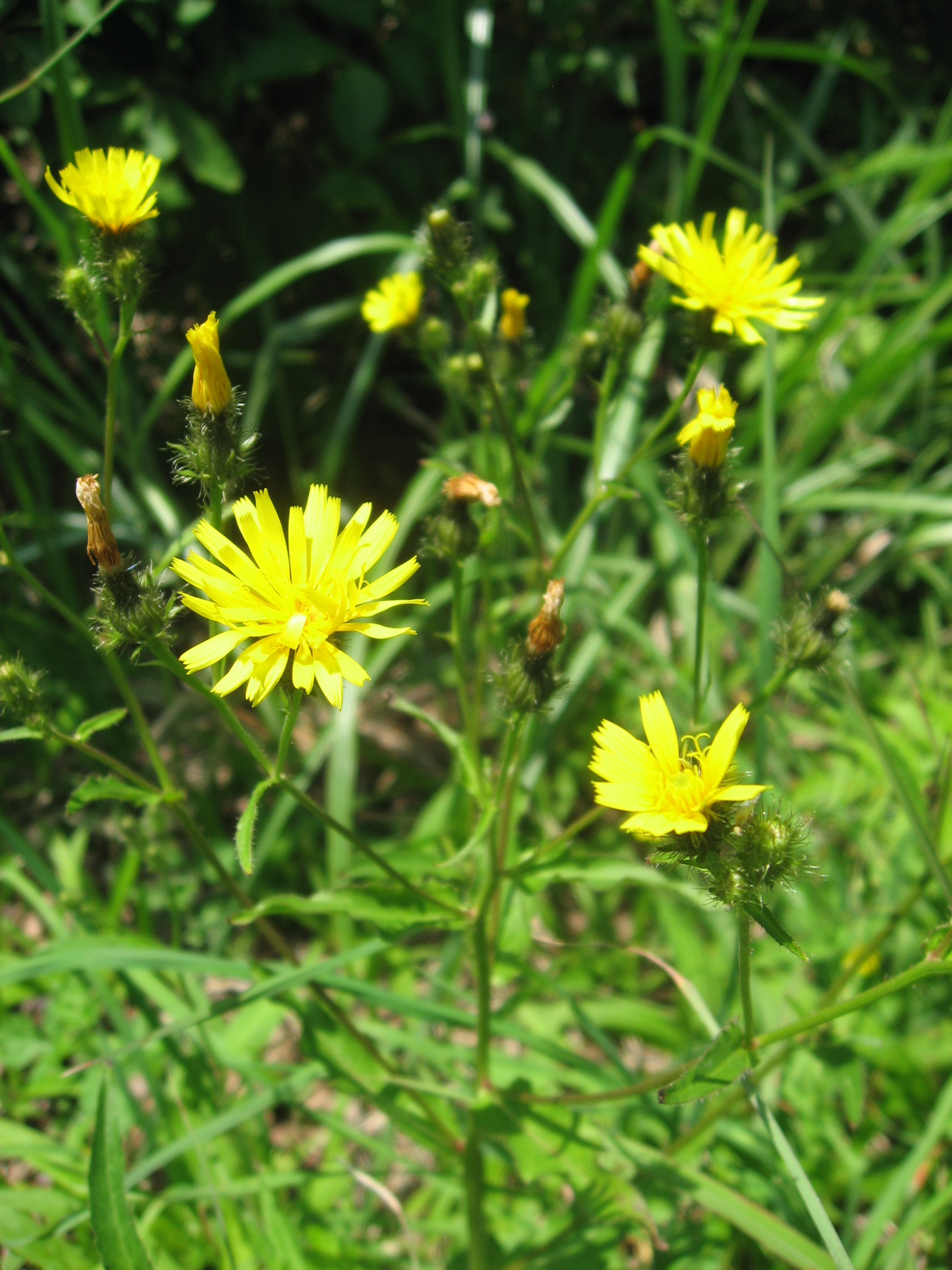
Picris japonica

## K
- Picris kotschyi  Boiss., 1875

## L
- Picris longifolia Boiss. & Reut.
- Picris longirostris  Sch.Bip., 1839

## M
- Picris manginiana  Pamp., 1924

## N
- Picris nuristanica  Bornm., 1938

## O
- Picris olympica  Boiss., 1844

## P
- Picris pauciflora  Willd., 1803

## R
- Picris rhagadioloides  (L.) Desf., 1865
- Picris rivularis  Pau, 1880

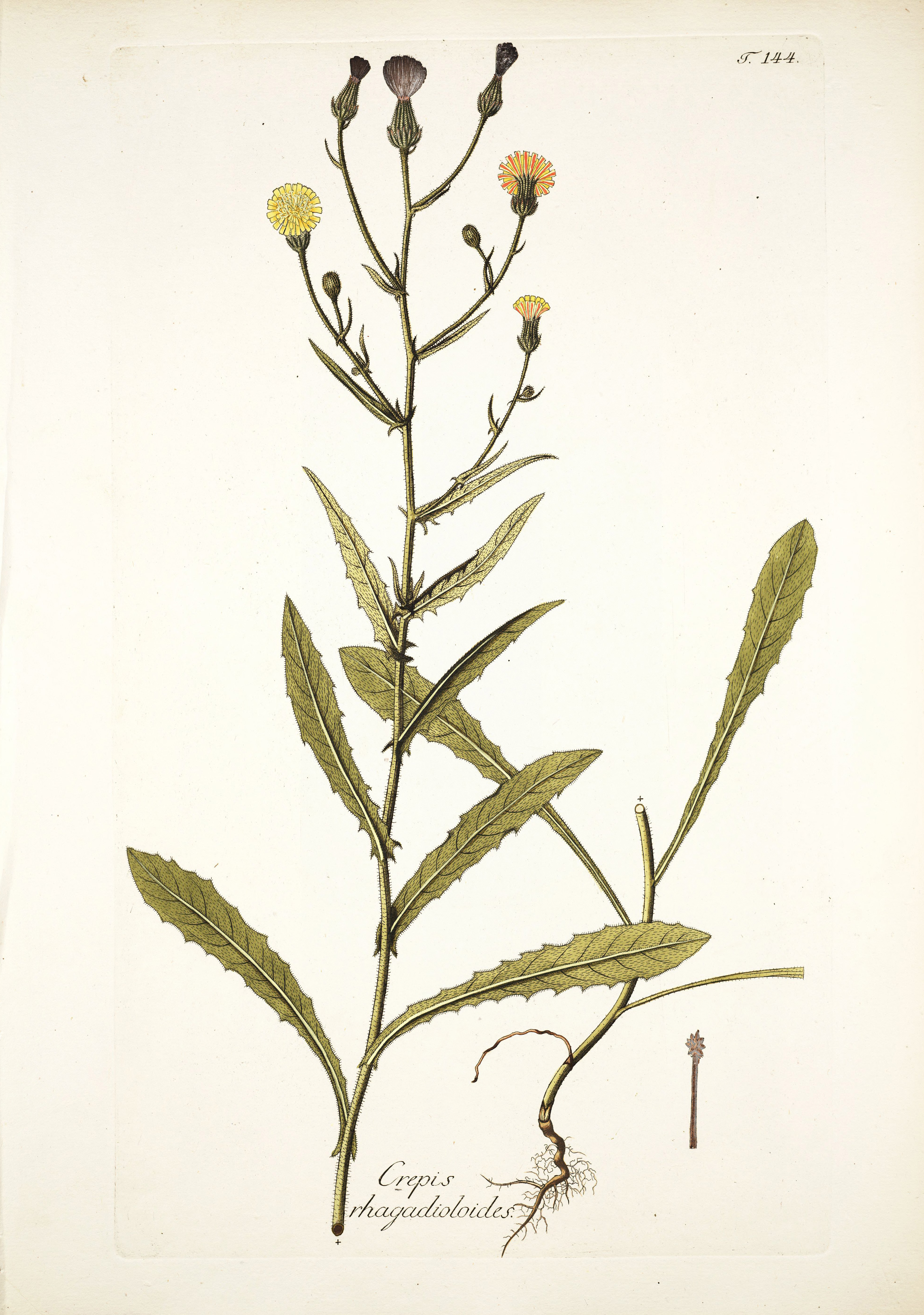
Picris rhagadioloides

## S
- Picris scaberrima  Guss. ex Ten, 1831.
- Picris scabra  Forssk., 1775
- Picris sinuata  (Lam.) Lack, 1977
- Picris squarrosa  Steetz, 1845
- Picris strigosa  M.Bieb., 1808
- Picris sulphurea  Delile, 1813

## W
- Picris wagenitzii  Lack, 1987

## X
- Picris xylopoda  Lack, 1979